# Гіллінгдон (станція метро)

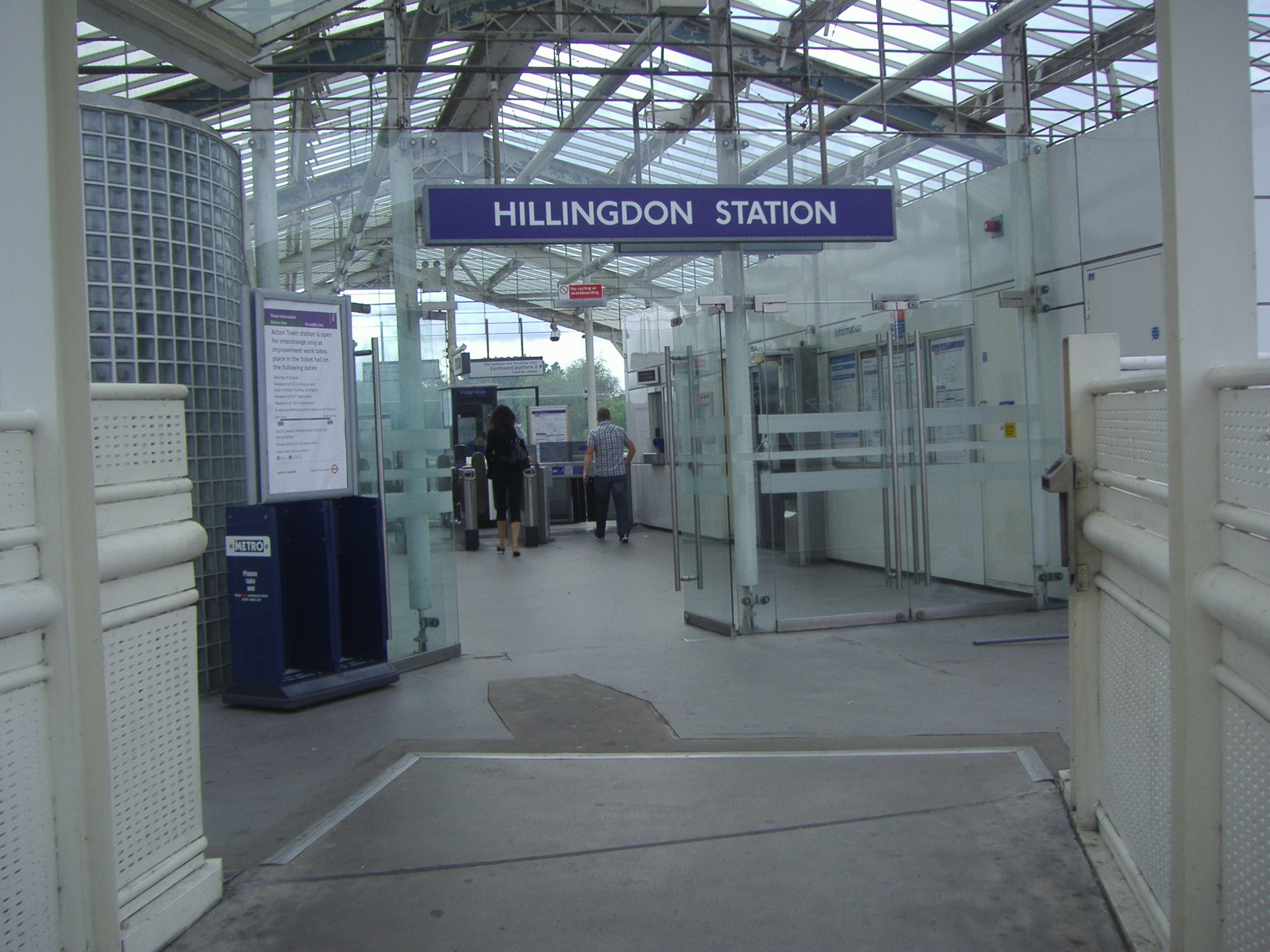
Вхід до станції Гіллінгдон

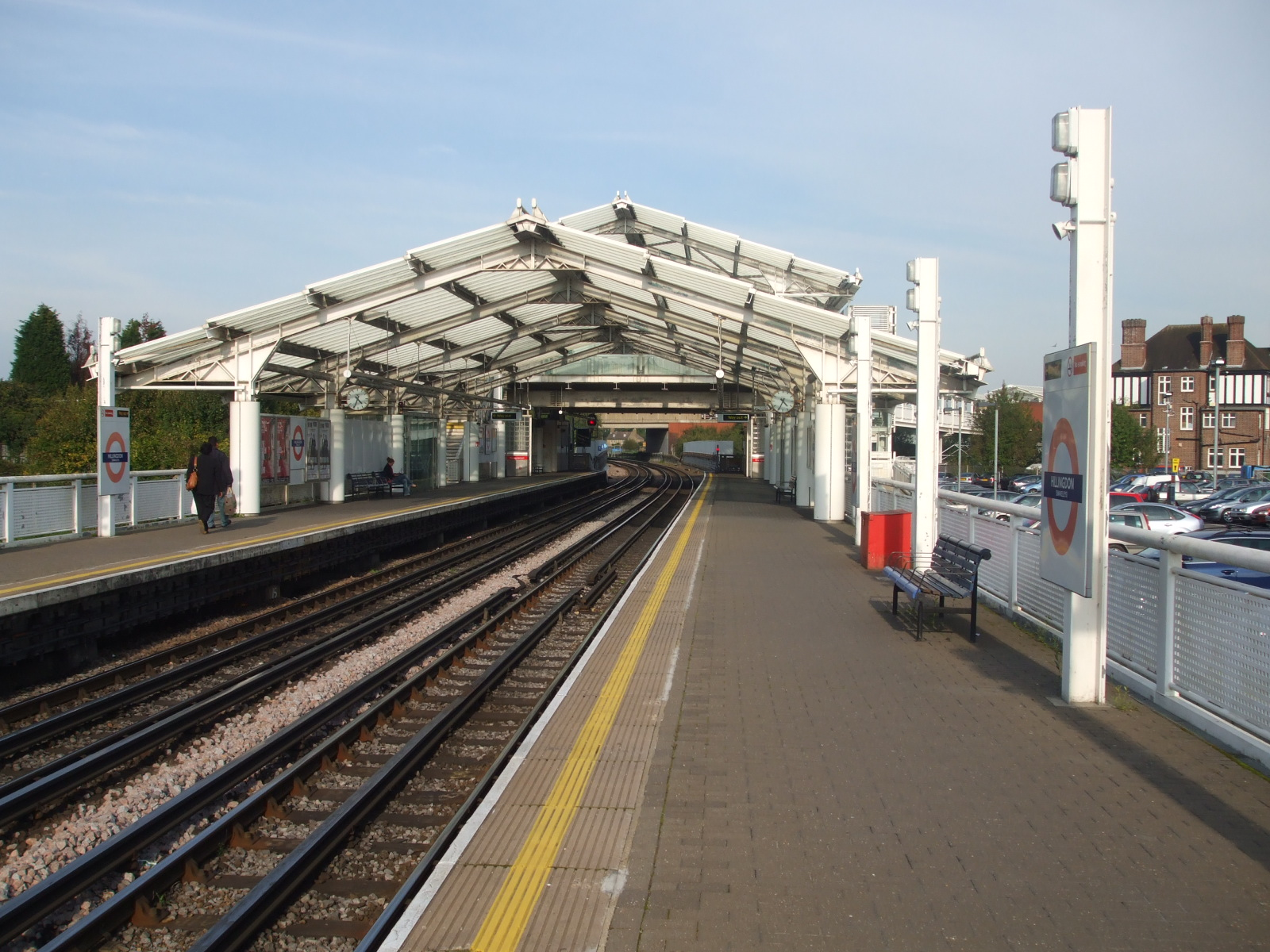
Платформи станції Гіллінгдон

51°33′14″ пн. ш. 0°27′00″ зх. д. / 51.5538° пн. ш. 0.45° зх. д.
Гіллінгдон (англ. Hillingdon) — станція ліній Метрополітен та Пікаділлі Лондонського метро. Розташована у 6-й тарифній зоні, у районі Північний Гіллінгдон, боро Гіллінгдон на заході Великого Лондону, між станціями Ікенгем та Аксбрідж. Пасажирообіг на 2017 рік — 1.81 млн осіб.

## Історія
- 10. грудня 1923 — відкриття станції у складі ліній Метрополітен та Дистрикт[3]
- 23. жовтня 1933 — припинення трафіку лінії Дистрикт, відкриття трафіку лінії Пікаділлі.[4]
- 10. серпня 1964 — закриття товарної станції[5]
- 6. грудня 1992 — відкриття станції на новому місці[6]

## Послуги
| Попередня станція | Лінія                            | Лінія                               | Лінія | Наступна станція |
| ----------------- | -------------------------------- | ----------------------------------- | ----- | ---------------- |
| Ікенгем           |                                  | Лондонське метро Лінія Метрополітен |       | Аксбрідж         |
| Ікенгем           | Лондонське метро Лінія Пікаділлі |                                     |       | Аксбрідж         |